# Jitka Boučková
Jitka Boučková je někdejší starostka obce Dolní Vilémovice v kraji Vysočina, kterou vedla mezi roky 2006 a 2017. Během působení ve funkci vzniklo v obci hřiště, opraveny byly budova mateřské školy či místní silnice. Věnovala se rovněž rekonstrukci rodného domu československého parašutisty Jana Kubiše, který 27. května 1942 v Praze provedl atentát na zastupujícího říšského protektora Reinharda Heydricha. První nápady na obnovu domu se objevily roku 2007. Otevření opraveného objektu se uskutečnilo roku 2013 u příležitosti stého výročí Kubišova narození. O dva roky později, konkrétně 24. října 2015, byla v domě ve spolupráci s Vojenským historickým ústavem Praha (VHÚ Praha) otevřena stálá výstava.